# La Course by Le Tour de France 2021
La 8.ª edición de la La Course by Le Tour de France se celebró el 26 de junio de 2021 sobre un recorrido de 107,4 km con inicio en la ciudad de Brest y final en la ciudad de Landerneau en Francia coincidiendo en calendario con la primera etapa del Tour de Francia 2021.
La carrera hizo parte del UCI WorldTour Femenino 2021 como competencia de categoría 1.WWT del calendario ciclístico de máximo nivel mundial siendo la décima carrera de dicho circuito y fue ganada por la ciclista neerlandesa Demi Vollering del equipo SD Worx. El podio lo completaron la danesa Cecilie Uttrup Ludwig del equipo FDJ Nouvelle Aquitaine Futuroscope y la ciclista neerlandesa Marianne Vos del equipo Jumbo-Visma.

## Equipos
Tomarán la salida un total de 22 equipos, de los cuales participarán los 9 equipos de categoría UCI WorldTeam Femenino habilitados y 13 equipos de categoría UCI Continental Team Femenino invitados por la organización de la carrera quienes conformaron un pelotón de 127 ciclistas de las cuales terminaron 102. Los equipos participantes fueron:
| translation for headoftableIII_translate index 58 not found (9)- Alé BTC Ljubljana - Team BikeExchange - Canyon-SRAM Racing - FDJ-Nouvelle Aquitaine-Futuroscope - Liv Racing - Movistar Team - SD Worx - Team DSM - Trek-Segafredo UCI Women's continental teams (6)- Arkéa Pro Cycling Team - Bizkaia-Durango - Ceratizit-WNT Pro Cycling - Drops-Le Col - Stade Rochelais Charente-Maritime Women Cycling - Team Tibco-Silicon Valley Bank Unknown team category (7)- A.R. Monex - Jumbo-Visma - Massi Tactic - Parkhotel Valkenburg - Rally - Top Girls Fassa Bortolo - Valcar-Travel & Service |
| |

## Clasificaciones finales
Las clasificaciones finalizaron de la siguiente forma:

### Clasificación general
| \| Clasificación general \| Clasificación general \| Clasificación general \| Clasificación general \| Clasificación general \| \| Ciclista \| Ciclista \| Equipo \| Tiempo \| \| \| --------------------- \| --------------------- \| ---------------------------------- \| --------------------- \| --------------------- \| \| 1.ª \| Demi Vollering \| SD Worx \| 2 h 50 min 29 s \| \| \| 2.ª \| Cecilie Uttrup Ludwig \| FDJ-Nouvelle Aquitaine-Futuroscope \| + 0 s \| \| \| 3.ª \| Marianne Vos \| Jumbo-Visma Women Team \| + 0 s \| \| \| 4.ª \| Anna van der Breggen \| SD Worx \| + 0 s \| \| \| 5.ª \| Grace Brown \| Team BikeExchange \| + 0 s \| \| \| 6.ª \| Katarzyna Niewiadoma \| Canyon-SRAM Racing \| + 0 s \| \| \| 7.ª \| Soraya Paladin \| Liv Racing \| + 0 s \| \| \| 8.ª \| Liane Lippert \| Team DSM \| + 0 s \| \| \| 9.ª \| Lizzie Deignan \| Trek-Segafredo \| + 4 s \| \| \| 10.ª \| Sofia Bertizzolo \| Liv Racing \| + 4 s \| \| \| 11.ª \| Leah Thomas \| Movistar Team \| + 4 s \| \| \| 12.ª \| Coryn Rivera \| Team DSM \| + 8 s \| \| \| 13.ª \| Marta Cavalli \| FDJ-Nouvelle Aquitaine-Futuroscope \| + 8 s \| \| \| 14.ª \| Niamh Fisher-Black \| SD Worx \| + 8 s \| \| \| 15.ª \| Mikayla Harvey \| Canyon-SRAM Racing \| + 8 s \| \| \| 16.ª \| Tatiana Guderzo \| Alé BTC Ljubljana \| + 8 s \| \| \| 17.ª \| Anna Henderson \| Jumbo-Visma Women Team \| + 8 s \| \| \| 18.ª \| Juliette Labous \| Team DSM \| + 8 s \| \| \| 19.ª \| Pauliena Rooijakkers \| Liv Racing \| + 8 s \| \| \| 20.ª \| Amanda Spratt \| Team BikeExchange \| + 8 s \| \| |                       |                                    |                 |
| |                       |                                    |                 |
| Fuente: ProCyclingStats |                       |                                    |                 |
| Clasificación general |                       |                                    |                 |
| Ciclista | Ciclista              | Equipo                             | Tiempo          |
| 1.ª | Demi Vollering        | SD Worx                            | 2 h 50 min 29 s |
| 2.ª | Cecilie Uttrup Ludwig | FDJ-Nouvelle Aquitaine-Futuroscope | + 0 s           |
| 3.ª | Marianne Vos          | Jumbo-Visma Women Team             | + 0 s           |
| 4.ª | Anna van der Breggen  | SD Worx                            | + 0 s           |
| 5.ª | Grace Brown           | Team BikeExchange                  | + 0 s           |
| 6.ª | Katarzyna Niewiadoma  | Canyon-SRAM Racing                 | + 0 s           |
| 7.ª | Soraya Paladin        | Liv Racing                         | + 0 s           |
| 8.ª | Liane Lippert         | Team DSM                           | + 0 s           |
| 9.ª | Lizzie Deignan        | Trek-Segafredo                     | + 4 s           |
| 10.ª | Sofia Bertizzolo      | Liv Racing                         | + 4 s           |
| 11.ª | Leah Thomas           | Movistar Team                      | + 4 s           |
| 12.ª | Coryn Rivera          | Team DSM                           | + 8 s           |
| 13.ª | Marta Cavalli         | FDJ-Nouvelle Aquitaine-Futuroscope | + 8 s           |
| 14.ª | Niamh Fisher-Black    | SD Worx                            | + 8 s           |
| 15.ª | Mikayla Harvey        | Canyon-SRAM Racing                 | + 8 s           |
| 16.ª | Tatiana Guderzo       | Alé BTC Ljubljana                  | + 8 s           |
| 17.ª | Anna Henderson        | Jumbo-Visma Women Team             | + 8 s           |
| 18.ª | Juliette Labous       | Team DSM                           | + 8 s           |
| 19.ª | Pauliena Rooijakkers  | Liv Racing                         | + 8 s           |
| 20.ª | Amanda Spratt         | Team BikeExchange                  | + 8 s           |

## Ciclistas participantes y posiciones finales
Convenciones:
- AB: Abandono
- FLT: Retiro por llegada fuera del límite de tiempo
- NTS: No tomó la salida
- DES: Descalificada o expulsada

## UCI WorldTour Femenino
La Course by Le Tour de France otorgó puntos para el UCI World Ranking Femenino  y el UCI WorldTour Femenino para corredoras de los equipos en las categorías UCI WordTeam Femenino y UCI Women's continental teams. Las siguientes tablas muestran el baremo de puntuación y las 10 corredoras que obtuvieron más puntos:
| Posición   | 1.ª | 2.ª | 3.ª | 4.ª | 5.ª | 6.ª | 7.ª | 8.ª | 9.ª | 10.ª | 11.ª | 12.ª | 13.ª | 14.ª | 15.ª | 16.ª-20.ª | 21.ª-30.ª | 31.ª-40.ª |
| Puntuación | 400 | 320 | 260 | 220 | 180 | 140 | 120 | 100 | 80  | 68   | 56   | 48   | 40   | 32   | 28   | 24        | 16        | 8         |

| Clasificación |                       |                                    |        |
| Posición      | Ciclista              | Equipo                             | Puntos |
| ------------- | --------------------- | ---------------------------------- | ------ |
| 1.ª           | Demi Vollering        | SD Worx                            | 400    |
| 2.ª           | Cecilie Uttrup Ludwig | FDJ Nouvelle Aquitaine Futuroscope | 320    |
| 3.ª           | Marianne Vos          | Jumbo-Visma                        | 260    |
| 4.ª           | Anna van der Breggen  | SD Worx                            | 220    |
| 5.ª           | Grace Brown           | BikeExchange                       | 180    |
| 6.ª           | Katarzyna Niewiadoma  | Canyon SRAM Racing                 | 140    |
| 7.ª           | Soraya Paladin        | Liv Racing                         | 120    |
| 8.ª           | Liane Lippert         | DSM                                | 100    |
| 9.ª           | Elizabeth Deignan     | Trek-Segafredo                     | 80     |
| 10.ª          | Sofia Bertizzolo      | Liv Racing                         | 68     |